# 미쓰이 기념미술관

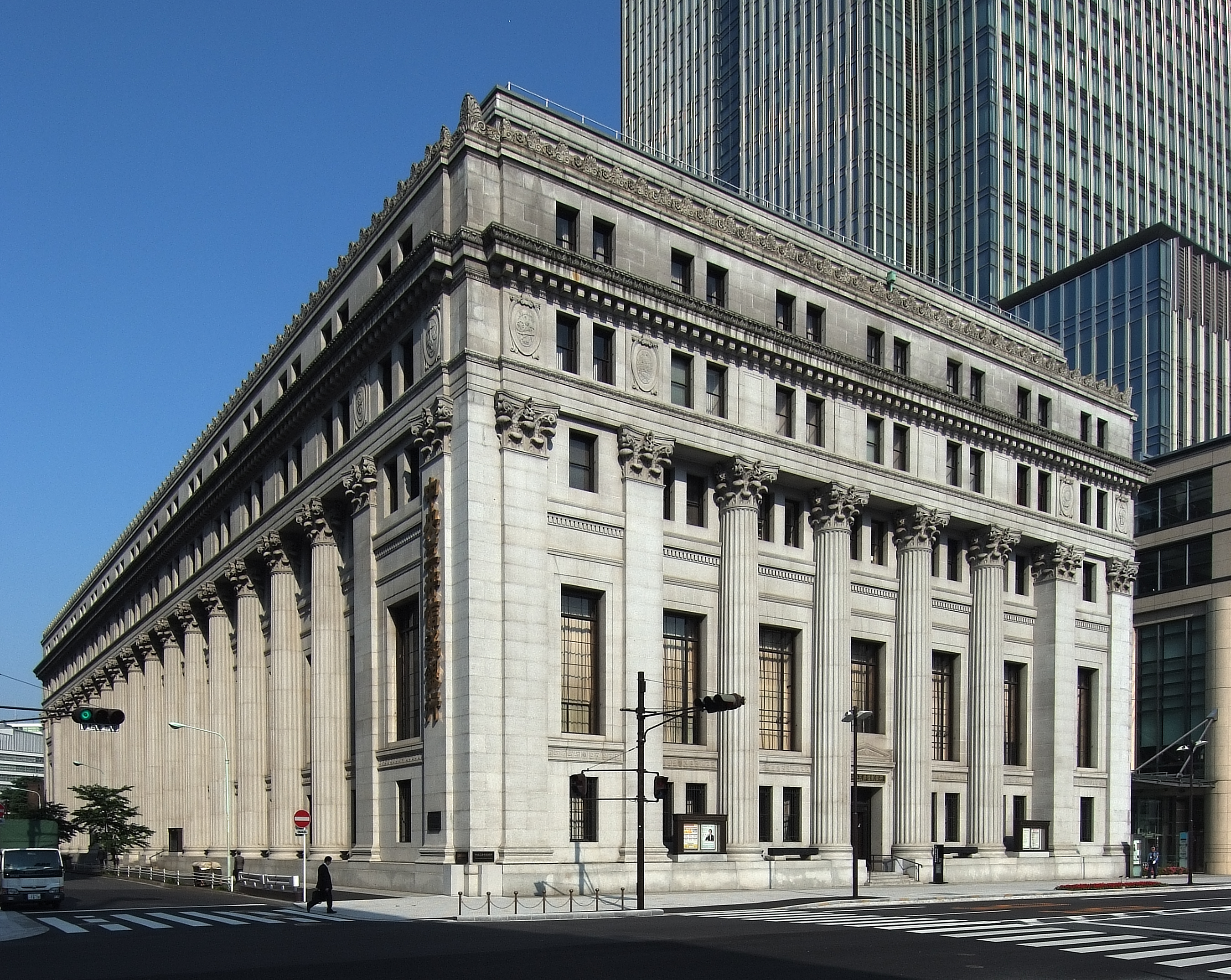
미쓰이 기념미술관

미쓰이 기념미술관(일본어: 三井記念美術館 미쓰이키넨비쥬쓰칸[*])은 일본 도쿄도 주오구 니혼무로마치에 있는 미술관이다. 미쓰이 가문이 보유하고 있던 미술품 3,700여 점을 전시하는 미술관으로, 2005년 10월 개관했다. 6점의 국보와 20점의 중요문화재를 보유하고 있다.